# Muara Soma
Muara Soma is een bestuurslaag in het regentschap Mandailing Natal van de provincie Noord-Sumatra, Indonesië. Muara Soma telt 1938 inwoners (volkstelling 2010).